# Міхельбах (Рейн-Гунсрюк)
Міхельбах (нім. Michelbach) — громада в Німеччині, розташована в землі Рейнланд-Пфальц. Входить до складу району Рейн-Гунсрюк. Складова частина об'єднання громад Кастеллаун.
Площа — 2,39 км2. Населення становить 196 ос. (станом на 31 грудня 2020).

## Галерея

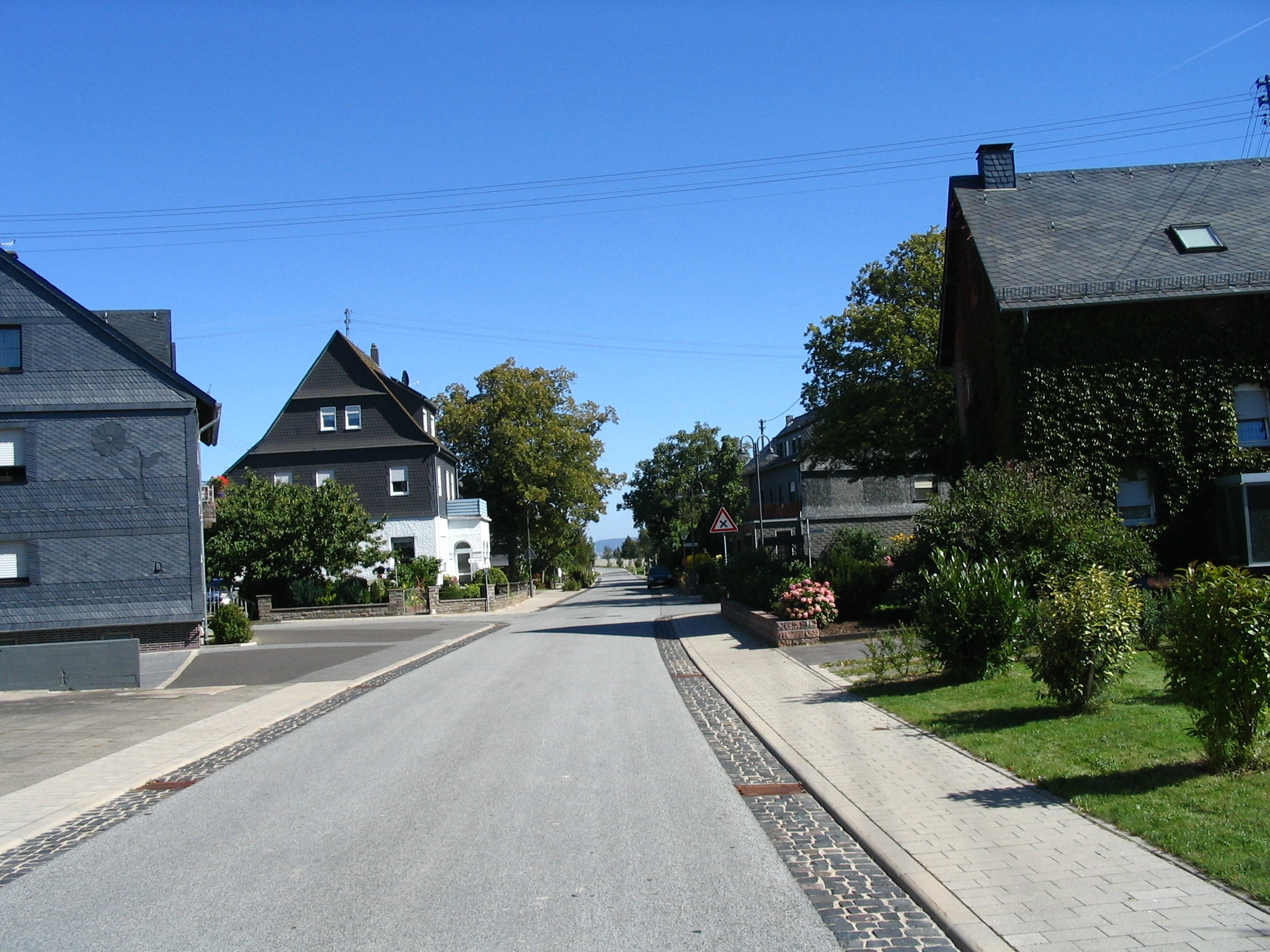